# Sara Sampaio
Pour les articles homonymes, voir Sampaio.

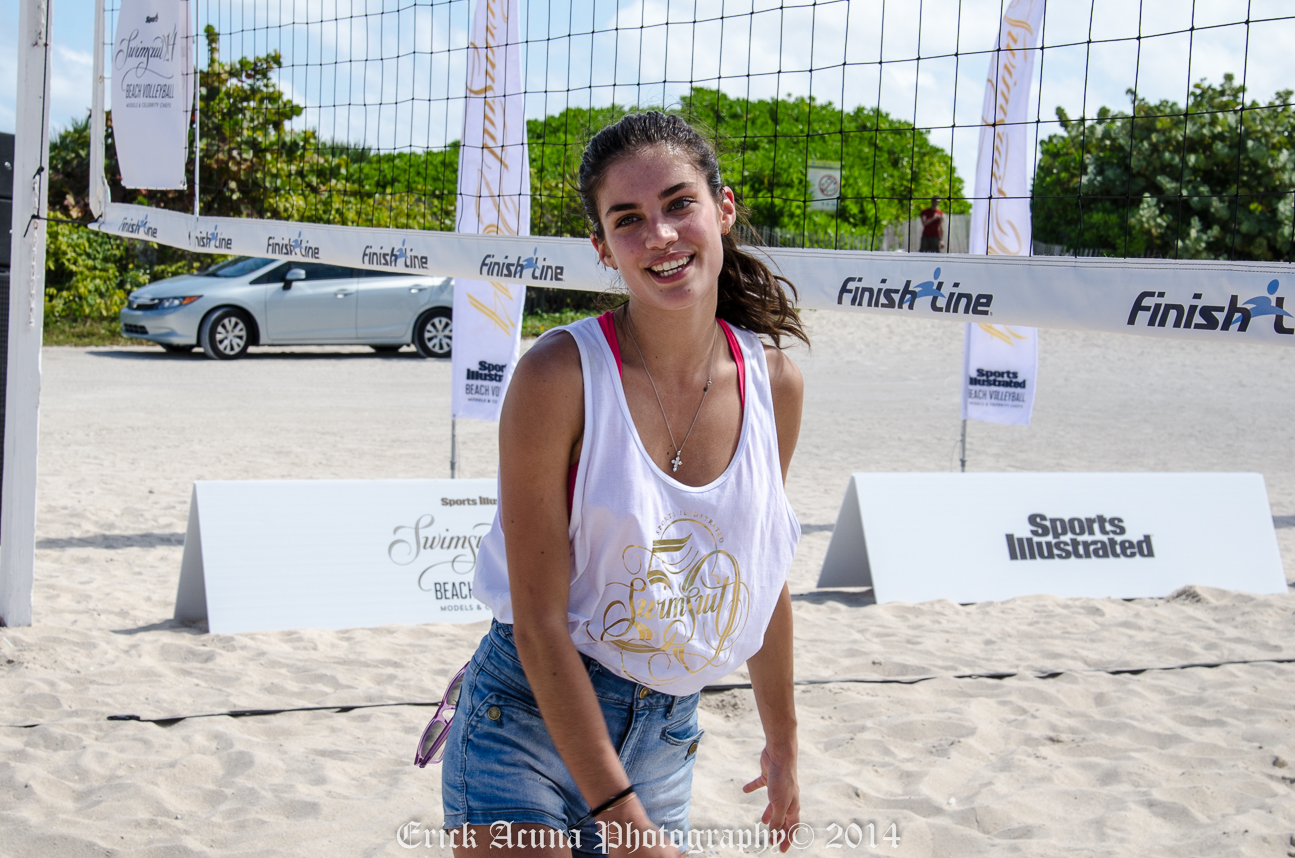
Sara Sampaio en 2014.

Sara Pinto Sampaio, née le 21 juillet 1991 à Porto au Portugal, est un mannequin portugais.
Égérie de Calzedonia, Salsa Jeans et porte-parole de PINK, la gamme de Victoria's Secret, elle est élue « Rookie of the Year » par le magazine Sports Illustrated en 2014. En mai 2015, elle devient le premier ange portugais de la marque de lingerie américaine Victoria's Secret.

## Biographie

### Enfance et vie privée
Sara Sampaio grandit au Portugal. Plus tard, elle remporte le concours Cabelos Pantene 2007 conquest. Sa carrière débute aux États-Unis avec une publicité pour la marque Axe.
Elle soutient l'association Cáritas do Porto, dont le but est d'aider les familles portugaises dans le besoin en leur distribuant des vêtements ou encore des médicaments.
Elle révèle sur Twitter un test ADN démontrant qu'elle a des origines sud-européennes.

### Carrière
En 2011, Sara Sampaio pose pour la marque Replay avec Irina Shayk, pour Blumarine (en) avec Adriana Lima, pour Armani Exchange et ASOS.com.
Elle figure en couverture des éditions françaises et ukrainiennes du Marie Claire, du Elle portugais et deux fois du Vogue Portugal.
Elle défile pour Blumarine (en) et Kevork Kiledjian durant la saison Printemps/Été 2012 et commence à travailler avec Victoria's Secret en posant pour leur seconde marque PINK.
Elle fait la publicité de Calzedonia.
Elle est en couverture du Vogue Portugal (deux fois), du Elle espagnol, portugais et ukrainien, et de Telva (es). Elle apparaît aussi dans les éditoriaux de Purple et Phoenix.
En 2013, elle défile pour la marque de lingerie Victoria's Secret, et pose pour Chanel Beauty, Salsa Jeans et Morellato.
Elle fait la couverture du GQ portugais et apparaît dans des éditoriaux de Glamour US avec l'acteur Kit Harington et L'Officiel Turkey.
En 2014, elle pose pour le magazine Sports Illustrated Swimsuit Issue, et est élue « rookie of the year ».
Elle apparaît ensuite dans les magazines Flaunt et Modern Media. Elle fait la publicité des marques Agua Bendita (en), Victoria's Secret, Salsa Jeans, Bebe, Calzedonia et River Island (en).
En 2015, elle apparaît dans la liste des plus beaux « anges » de Victoria's Secret selon le magazine Maxim's.
En 2016, elle fait la couverture du Vogue Espagne en compagnie des mannequins Elsa Hosk, Taylor Hill, Jasmine Tookes, Martha Hunt, Stella Maxwell et Romee Strijd.
En 2017, elle est en couverture du Vogue Turquie et du Vogue Brésil avec Josephine Skriver et Stella Maxwell. Pendant la Fashion Week haute couture de Paris, Sara Sampaio défile pour Elie Saab et Zuhair Murad.
En 2021, elle obtient son premier rôle au cinéma dans le thriller dramatique Crise aux côtés d'Armie Hammer, Gary Oldman, Michelle Rodríguez, Evangeline Lilly, Lily-Rose Depp ou encore Luke Evans.

## Filmographie

### Cinéma
- 2021 : Crisis de Nicholas Jarecki : Inês
- 2023 : Rendez-vous à minuit (en) (At Midnight) de Jonah Feingold (en) : Elisabetta
- 2025 : Superman de James Gunn : Eve Teschmacher

### Télévision
- 2017 : Billions : Prianca

### Récompenses
- 2011 : Fashion Awards Portugal : « Melhor Modelo Feminino »[20]
- 2012 : Fashion Awards Portugal : « Melhor Modelo Feminino »[21]
- 2014 : Sports Illustrated Swimsuit Issue : « Rookie of the Year »[22]